# Vassili Choukchine
Vassili Makarovitch Choukchine (en russe : Василий Макарович Шукшин), né le 25 juillet 1929 à Srostki, dans le kraï de Sibérie, actuellement kraï de l'Altaï et mort le 2 octobre 1974  à Kletskaïa (ru) (oblast de Volgograd), est un acteur, réalisateur, scénariste et écrivain soviétique,,.

## Biographie
Vassili Choukchine naît dans une famille de paysans. En 1933, son père, Makar Leontievitch Choukchine, est arrêté et fusillé en tant que koulak, lorsque Staline poursuit sa politique de répression en rapport avec la collectivisation obligatoire. Sa mère, Maria Sergueïevna Popov, doit donc s'occuper de la survie de la famille. En 1943, le jeune Choukchine termine sa scolarité à l'école du village et entre dans une école technique automobile à Biïsk. En 1945, après y avoir suivi les cours pendant deux ans et demi, Choukchine abandonne ses études pour travailler dans un kolkhoze. 
Un an après, il quitte son village natal et devient ouvrier dans plusieurs usines métallurgiques, successivement dans le combinat Soyouzprommekhanizatsiia, à l'usine de turbines de Kalouga et à l'usine de tracteurs de Vladimir. En 1949, Choukchine s'engage dans la marine. Il est d'abord marin dans la flotte de la Baltique avant de devenir opérateur radio dans la mer Noire. En 1953, il est démobilisé en raison d'un ulcère à l'estomac et retourne dans son village natal. Après avoir passé un examen pour l'obtention du diplôme d'études secondaires, il devient professeur de russe, puis directeur d'une école à Srostki.
En 1954, Choukchine s'inscrit à l'Institut national de la cinématographie (le VGuIK), au cours de réalisation, où il a Mikhaïl Romm et Sergueï Guerassimov comme professeurs, et il obtient son diplôme en 1960. Au cours de ses études au VGuIK, Choukchine apparaît dans le film de fin d'études de 1956 d'Andreï Tarkovski Les Tueurs et obtient son premier grand rôle en 1958 dans Les Deux Fedor, un film de Marlen Khoutsiev. La même année, il publie sa première nouvelle Deux dans la carette dans le magazine Smena. Son premier recueil de contes Les Villageois (Сельские жители) est publié en 1963. Cette même année, il devient directeur du personnel au Gorky Film Studio de Moscou. Il écrit et réalise Il était une fois un gars (Живёт такой парень) dont la première a lieu en 1965. Ce film remporte les plus hautes récompenses au festival pansoviétique de Léningrad et le Lion d'or au XVIe Festival international du film de Venise. Choukchine a été décoré de l'ordre du Drapeau rouge du Travail (1967), et a été nommé Artiste émérite de la RSFSR (1969). 
En 1972, il réalise l'un de ses films les plus célèbres À bâtons rompus, une comédie dramatique qui raconte le périple d'un couple de paysans partis passer les vacances à la mer Noire, qui rend hommage à sa terre natale de l'Altaï,.
Choukchine meurt d'un infarctus en 1974 à bord du Dounaï, un bateau à moteur voguant sur la Volga, alors qu'il tournait Ils ont combattu pour la patrie. Il est enterré au cimetière de Novodevitchi de Moscou.
En son honneur, l'université d'État pédagogique de Biïsk a été baptisée Université Choukchine en 2001.

## Filmographie

### Comme acteur
- 1957 : Le Don paisible (Тихий Дон, Tikhyi Don), de Sergueï Guerassimov (caméo)
- 1958 : Les Tueurs (Убийцы, Ubiytsy) d'Andreï Tarkovski, Alexandre Gordon et Marika Beiku : Ole Anderson
- 1959 : Le Convoi d'or (Золотой эшелон, Zolotoj echelon), de Ilia Gourine
- 1959 : Les Deux Fedor (Два Фёдора, Dva Fiodora), de Marlen Khoutsiev : Le grand Fédor
- 1960 : Une histoire simple (Простая история, Prostaja istorija), de Youri Egorov : Ivan Lykov
- 1960 : On vous parle de Lebiaje (ru)
- 1961 : Une mission (Командировка, Komandirovka), de Youri Egorov
- 1961 : Quand les arbres étaient grands (Когда деревья были большими, Kogda derevia byli bolchimi), de Lev Koulidjanov : le président du kolkhoze
- 1961 : Alenka (Аленка), de Boris Barnet : Stepan
- 1964 : Elle est comment la mer? (Какое оно, море?, Kakoe ono, more?), de Edouard Botcharov
- 1967 : La Commissaire (Комиссар, Komissar) d'Alexandre Askoldov : le commandant
- 1967 : Le Journaliste (Журналист, Zhurnalist), de Sergueï Guerassimov : Evgueni Sergueevitch Korpatchev
- 1968 : Trois jours de Victor Tchernychov (Три дня Виктора Чернышева, Tri dnia Viktora Tchernychova), de Marc Ossepian : Kravtchenko
- 1968 : Une conversation d'hommes (Мужской разговор, Mouzhskoï razgovor), de Igor Chatrov
- 1969 : Au bord du lac Baïkal (У озера, Ou ozera), de Sergueï Guerassimov : Tchernykh
- 1969 : L'écho des neiges lointaines (Эхо далеких снегов, Ekho daliokikh snegov), de Leonid Golovnia
- 1969 : Libération (Освобождение, Osvobojdenie), de Youri Ozerov : le maréchal Ivan Koniev
- 1970 : Lioubov Yarovaïa (Любовь яровая), de Vladimir Fetine : Roman Kochkine
- 1971 : Tiens-toi aux nuages (Держись за облака, Derjis za oblaka), de Boris Grigoriev et Péter Szász : l'officier d'aéronavale
- 1971 : Dauria (Даурия), de Viktor Tregoubovitch : Vassili Oulybine
- 1972 : À bâtons rompus (Печки-лавочки, Petchki-lavotchki) : Ivan
- 1973 : L'Obier rouge (Калина красная, Kalina krasnaïa) : Egor
- 1975 : Je demande la parole (Прошу слова, Prochou slova), de Gleb Panfilov : Fédia, dramaturge
- 1975 : Ils ont combattu pour la patrie (Они сражались за Родину, Oni srazhalis' za Rodinu), de Serge Bondartchouk : Piotr Lopakhine

### Comme scénariste (filmographie partielle)
- 1960 : On vous parle de Lebiaje (ru)
- 1964 : Il était une fois un gars (Живет такой парень, Jiviot takoï paren)
- 1969 : Des gens étranges (Странные люди, Strannye lioudi)
- 1971 : Un soldat revient du front (Пришёл солдат с фронта, Prichol soldat s fronta)
- 1972 : À bâtons rompus (Печки-лавочки, Petchki-lavotchki)
- 1973 : L'Obier rouge (Калина красная, Kalina krasnaïa)
- 1974 : Les gens du pays (Земляки, Zemliaki)

### Comme réalisateur
- 1960 : On vous parle de Lebiaje (ru) (Из Лебяжьего сообщают, Iz Lebiajego soobchtchayout)
- 1964 : Il était une fois un gars (Живет такой парень, Jiviot takoï paren)
- 1965 : Votre fils et frère (Ваш сын и брат, Vach syn i brat)
- 1969 : Des gens étranges (Странные люди, Strannye lioudi)
- 1972 : À bâtons rompus (Печки-лавочки, Petchki-lavotchki)
- 1973 : L'Obier rouge (Калина красная, Kalina krasnaïa)

### Ouvrages de Choukchine
- Post-scriptum et autres nouvelles
- L'Obier rouge et autres récits
- Conversations sous la lune claire, recueil de nouvelles extraites de Besedy pri iasnoï loune et de Brat moï
- Je viens vous donner la liberté, Moscou : Radouga, 1987  (ISBN 5-05-001470-0)
- L'Envie de vivre, nouvelles sibériennes, Gallimard, 1972